# 变体 (Unicode)
在 Unicode 中，字符变体指通过编码字符序列显示同一字符的不同字形。这种变体序列（英語：variation sequence）由一个基本字符后紧跟一个变体选择符（variation selector）组成。
一个字符的变体通常与它的基本字符有非常相像的外观和涵义。这项技术旨在当一个字符的变体字形不可用时，仍显示其基本字符，却不改变文本本身的涵义。
Unicode 定义了两种变体序列：
- 标准变体序列（SVS）：由统一码字符数据库（UCD）文件StandardizedVariants.txt收录的变体序列[1]
- 表意文字变体序列（IVS）：由表意文字变体数据库（IVD）文件IVD_Sequences.txt收录的变体序列[2][3]

变体选择符定义于数个 Unicode区块内：
- 变体选择符（16个字符，缩写：VS1—VS16）
- 變體選擇符補充（240个字符，缩写：VS17—VS256）
- 蒙古文自由变体选择符（3个字符，缩写：FVS1—FVS3）

## 概述

Unicode 是一個字符編碼表，它只是一個表格，并不描繪每個字形的樣式。同樣意義的字符常會被賦予相同的編碼。因此，在一些情況下，有必要區分不同的字形。
須注意的是，譬如拉丁字母「a」是否有從頂部向右延伸的線，通常不屬於不同字形之間的差異，因為可以通過更改電腦字型來修改。可是，在中日韓統一表意文字中，本來根據 Unicode 的認同原則應該統合的漢字異體字字形，卻在一些國家或地方的電腦應用標準裏，經常被視為是「另一個字」的字形。擧例說，與字形差異細微，讀音、意義都一樣，一般書寫和閱讀時都不會視為兩個不同的字，理論上可以合併。但是，在個別國家或地區裏，此二字在某些情況中出現時，會被當作相異的資訊。因此，根据情況，有時需要在純文本上保存不同字形的區別，例如：
- 在大部份操作系統中，檔案名稱是純文本，不能區別在文本中不能區分的東西。
- 輸入法可以輸入的字符串一般都是純文本[5]。即使用戶可以使用桌面出版应用程序選擇不同字型來顯示，除了与输入正常字符有不同的操作外，还必须记住正确的组合，这对于大多数普通用户来说并不实用。例如在 Windows Vista 日语版中，可以區分显示的和的[6]，不過與在Unicode編碼上並無區別，其输入法无法正确转换。
- 用於發送電子郵件的 SMTP 等网络传输协议是用純文本發送的，因此不能区分一些相同編碼字符的不同字形[7]。

爲了應付這類情況，早期 Unicode 碰到在有關國家或地區既有碼表已分別編碼的字，像與，就會放棄認同原則，改以原字集分離原則來把兩個字形分別編碼。但若當時有關國家或地區沒有把異體字分別編碼，像日本的JIS90只收錄了一個「葛」字，Unicode就不會分別編碼。
變體選擇符是為了在 Unicode 中解決上述問題而設計出的特殊的「字符」，讓有着相同碼位的異體字（即「葛」字這類例子）可在純文本環境下分別顯示出來。它可以根據前後文來判斷，決定在當前文本中所使用的文字，並由變體選擇符選擇不同的字形。請注意，顯示出來的會是變體選擇符所指定的字形，而不是變體選擇符本身。

## 種類
变体序列一般分兩種：标准变体序列（Standardized Variation Sequence，簡稱「SVS」），以及表意文字变体序列（Ideographic Variation Sequence，簡稱「IVS」）。
SVS 在非漢字及中日韓統一表意文字中均有启用，这種字形選擇，定義為 Unicode 的標準化變體。要在標準化變體裏添加字形，是統一碼聯盟的工作。
另一方面，IVS 是漢字專用的變體選擇符，字形收集是由表意文字變體數據庫（Ideographic Variation Database，簡稱為「IVD」）定義的。要想在 IVD 中增加字形，也必須根據規定向統一碼聯盟申請。
截至Unicode 16，由变体序列所使用的變體字符如下所示：
标准变体序列錄入的字集和數量
- 數學符號表：25個
- 緬甸的緬文：27個
- 八思巴字母：6個
- 摩尼字母：5個
- 傳統蒙古文：60個
- 中日韓統一表意文字：1,002個
- 聖書體：旋转变体101個，另有8個在曆次UTC Consensus已被刪除；扩展变体4個
- 繪文字：702個（文本類型和圖形文字的類型351個）[13]

表意文字變體數據庫錄入的字集和數量
- CID之Adobe-Japan1集：14,683個[14]
- 通用電子信息交換環境整頓計劃之Hanyo-Denshi集：13,045個
- 文字信息基礎整備事業之Moji_Joho集：11,384個
- 澳門特別行政區之MSARG集：21個
- 韓國之KRName集：36個

但是Hanyo-Denshi與Adobe-Japan1有很多重複。

### 字形規格
- OpenType1.5版使用了「Unicode變體選擇符（Unicode Variation Sequences）」規格[16]。
- SVG不僅局限於IVS，亦可以任意Unicode編碼[17]。

### 字體創建工具
- FontForge - 2007年10月2日之後[18]。
- Adobe Font Development Kit for OpenType (AFDKO) 2.1版之後[19]。
- TTX/FontTools - GlyphWiki來生成IVS對應字體[20]。
- TTEdit - 對應生成IVS TrueType字體。

### 庫
2007年10月FreeType以後的開發板内置了API工具。

### 軟件
- Windows 7在資源管理器的所顯示文件名及記事本中可以生成異體字字形。但是需要字體支持[22]。
- Windows 8以後，採用IVS處理[23]。
- Mac OS X 10.5標準文本和繪製處理遵從default ignorable屬性[24]，不會渲染異体字，也不支援字形切換。
- Mac OS X 10.6開始自建標準文本的繪製處理可支持字形的轉換[25]，但和Windows 7同標準的字型Hiragino未支援變體選擇符。
- Mac OS X Lion（10.7）則採用了Adobe-Japan1的IVS[26]。

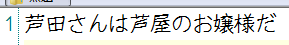
在Alpha及Y.OzFont，以UTS #37輸入以下文字「田さんは屋のお嬢様だ」，「芦」字之下的「戸」分別為新字體及舊字體

- Alpha（文本編輯器） - 2008年2月在IVS-OTFT測試公開版中，通過將變體選擇符的信息轉換為opentype功能標簽的信息，對應於由不同體字選擇符進行的字形切換[27]。
- gdi++
- Emacs 23[28]
- EmEditor v11之後[29]
- FooEditor （文本編輯器）[30]
- gPad（文本編輯器）
- Mery （文本編輯器）
- oedit （文本編輯器）
- Adobe Reader 9、Flash Player 10、Adobe InDesign CS4之後的Adobe軟件[25]。
- Windows 7及之上的Opera（Presto）[31]
- Mozilla Firefox版本4之後[32]。另外，在版本31以後，改由CJK來實現該功能[33]。
- WebKit可以支持SVG字體，由SVG字體定義的IVS進行字形切換。這與Opera相同[34]。
- Microsoft Office 2007 - 2010版本需要附加Unicode IVS Add-in for Microsoft Office插件[35]，2010之後的默認自帶。
- LibreOffice 4.1之後/Apache OpenOffice 4.0之後

## 延伸閱讀
- The Unicode Consortium. . Addison-Wesley Professional. 2006-11-03  [2018-08-21]. ISBN 978-0321480910. （原始内容存档于2008-06-10）.（英文）
- ISO/IEC JTC 1. . 2003-12-15  [2018-08-21]. （原始内容存档于2018-08-20）.（英文）
- ISO/IEC JTC 1. . 2005-11-18  [2018-08-21]. （原始内容存档于2018-08-20）.（英文）
- ISO/IEC JTC 1. . 2006-07-04  [2018-08-21]. （原始内容存档于2018-08-20）.（英文）
- 日本規格協会. . 2007-12-20  [2018-08-21]. （原始内容存档于2009-05-24）. 上記3資料を併合して日本語訳したもの。
- 朱一星. . 2016-01-01  [2019-08-01]. （原始内容存档于2019-08-01）.（中文），頁面